# Temporada 2021 del Campeonato de Fórmula 3 de la FIA
La temporada 2021 del Campeonato de Fórmula 3 de la FIA fue la tercera edición de la categoría. Todas las rondas se disputaron como soporte a los Grandes Premios de Fórmula 1.
Dennis Hauger logró el título de pilotos al finalizar segundo en la carrera 1 de la última ronda. Mientras que Trident se quedó con el Campeonato de Escuderías al vencer matemáticamente a Prema Racing.

## Escuderías y pilotos
| Escudería             | N.º | Piloto              | Rondas   |
| --------------------- | --- | ------------------- | -------- |
| Prema Racing          | 1   | Dennis Hauger       | Todas    |
| Prema Racing          | 2   | Arthur Leclerc      | Todas    |
| Prema Racing          | 3   | Olli Caldwell       | Todas    |
| Trident               | 4   | Jack Doohan         | Todas    |
| Trident               | 5   | Clément Novalak     | Todas    |
| Trident               | 6   | David Schumacher    | Todas    |
| ART Grand Prix        | 7   | Frederik Vesti      | Todas    |
| ART Grand Prix        | 8   | Alexander Smolyar   | Todas    |
| ART Grand Prix        | 9   | Juan Manuel Correa  | Todas    |
| Hitech Grand Prix     | 10  | Jak Crawford        | Todas    |
| Hitech Grand Prix     | 11  | Ayumu Iwasa         | Todas    |
| Hitech Grand Prix     | 12  | Roman Staněk        | Todas    |
| HWA RACELAB           | 14  | Matteo Nannini      | Todas    |
| HWA RACELAB           | 15  | Oliver Rasmussen    | Todas    |
| HWA RACELAB           | 16  | Rafael Villagómez   | Todas    |
| MP Motorsport         | 17  | Victor Martins      | Todas    |
| MP Motorsport         | 18  | Caio Collet         | Todas    |
| MP Motorsport         | 19  | Tijmen van der Helm | Todas    |
| Campos Racing         | 20  | László Tóth         | 1, 3-7   |
| Campos Racing         | 20  | Pierre-Louis Chovet | 2        |
| Campos Racing         | 21  | Lorenzo Colombo     | Todas    |
| Campos Racing         | 22  | Amaury Cordeel      | Todas    |
| Carlin Buzz Racing    | 23  | Ido Cohen           | Todas    |
| Carlin Buzz Racing    | 24  | Kaylen Frederick    | 1-3, 6-7 |
| Carlin Buzz Racing    | 24  | Jake Hughes         | 4        |
| Carlin Buzz Racing    | 25  | Jonny Edgar         | Todas    |
| Jenzer Motorsport     | 26  | Calan Williams      | Todas    |
| Jenzer Motorsport     | 27  | Pierre-Louis Chovet | 1        |
| Jenzer Motorsport     | 27  | Johnathan Hoggard   | 2-7      |
| Jenzer Motorsport     | 28  | Filip Ugran         | Todas    |
| Charouz Racing System | 29  | Logan Sargeant      | Todas    |
| Charouz Racing System | 30  | Enzo Fittipaldi     | 1-4      |
| Charouz Racing System | 30  | Hunter Yeany        | 5-6      |
| Charouz Racing System | 30  | Ayrton Simmons      | 7        |
| Charouz Racing System | 31  | Reshad de Gerus     | 1-4      |
| Charouz Racing System | 31  | Zdeněk Chovanec     | 5-7      |
| Fuente:               |     |                     |          |

### Cambios de pilotos

#### En pretemporada
- Arthur Leclerc, subcampeón del Campeonato de Fórmula Regional Europea, fue piloto titular de Prema Racing.[4] Dennis Hauger y Olli Caldwell, provenientes de Hitech Grand Prix y Trident, lo acompañaron en el equipo.[5][6]
- Matteo Nannini dejó Jenzer Motorsport y fichó por HWA RACELAB.[7]
- Jenzer Motorsport contó nuevamente con el australiano Calan Williams.[8]
- Jonny Edgar, campeón de ADAC Fórmula 4, fichó por Carlin.[9]
- Jak Crawford (proveniente de ADAC Fórmula 4 y F4 Italiana) y Ayumu Iwasa (ganador del Campeonato Francés de F4) fueron pilotos titulares de Hitech Grand Prix.[10] Roman Staněk abandonó Charouz Racing System para acompañarlos en el equipo.[11]
- Frederik Vesti dejó Prema Racing y se unió a ART Grand Prix.[12] Alexander Smolyar fue retenido por la escudería francesa.[13]
- Tras competir con Hitech en 2020, Pierre-Louis Chovet fue piloto titular de Jenzer Motorsport.[14]
- Juan Manuel Correa fue piloto titular de ART Grand Prix y marcó su regreso al automovilismo profesional tras el accidente que sufrió en la Fórmula 2 en Spa-Francorchamps en 2019.[15]
- HWA RACELAB contó con el debutante mexicano Rafael Villagómez.[16]
- Amaury Cordeel, proveniente de la Eurocopa de Fórmula Renault, Toyota Racing Series, entre otras competiciones, fichó por Campos Racing.[17]
- Oliver Rasmussen, proveniente del Campeonato de Fórmula Regional Europea, fue piloto titular de HWA RACELAB.[18]
- Lorenzo Colombo, quinto en la Eurocopa de Fórmula Renault 2020, se unió a Campos Racing.[19]
- David Schumacher dejó Carlin para fichar por Trident.[20]
- Ido Cohen, proveniente de Eurofórmula Open, se unió a Carlin.[21]
- Victor Martins y Caio Collet, campeón y subcampeón de la Eurocopa de Fórmula Renault respectivamente, fueron titulares de MP Motorsport.[22] El neerlandés Tijmen van der Helm fue compañero de ellos.[23]
- Clément Novalak abandonó Carlin para fichar por Trident.[24] Jack Doohan dejó HWA RACELAB y fichó junto a él.[25]
- Filip Ugran, proveniente de Fórmula 4, fue piloto titular de Jenzer Motorsport.[26]
- Charouz Racing System fichó al debutante francés Reshad de Gerus.[27]
- El húngaro László Tóth ocupó el primer asiento de Campos Racing.[28]
- Kaylen Frederick, campeón de BRDC Fórmula 3, completó la alineación de Carlin.[29]
- Logan Sargeant y Enzo Fittipaldi dejaron Prema Racing y HWA RACELAB respectivamente para fichar por Charouz Racing System.[30]

#### En mitad de temporada
- El británico Johnathan Hoggard reemplazó a Pierre-Louis Chovet en Jenzer Motorsport.[31]
- László Tóth se vio obligado a perderse la ronda en Francia tras dar positivo de COVID-19.[32] El húngaro fue reemplazado por Pierre-Louis Chovet, quien se había quedado sin asiento en Jenzer Motorsport.[33]
- Jake Hughes, ex-HWA RACELAB, se unió a Carlin Buzz Racing para sustituir al lesionado Kaylen Frederick en Budapest.[34]
- Hunter Yeany y Zdeněk Chovanec, provenientes de Indy Pro 2000 y Eurofórmula Open respectivamente, se unieron a Charouz Racing System para sustituir a Enzo Fittipaldi y a Reshad de Gerus.[35]
- Kaylen Frederick no corrió en Spa-Francorchamps tras dar positivo de COVID-19, pero su equipo decidió no reemplazarlo y entró a la ronda con dos pilotos.[36]
- Ayrton Simmons, proveniente del Campeonato GB3, ocupó el segundo asiento de Charouz en la última ronda.[37]

## Calendario
Tanto la Fórmula 3 como la Fórmula 2 tuvieron un nuevo formato. Las rondas no se disputaron el mismo fin de semana. Este cambio de formato fue diseñado para reducir costos para los equipos en ambos campeonatos al permitirles rotar al personal entre cada campeonato. Además cambió el formato de carrera, tanto la carrera 1 como la 2 se corrieron el sábado, y se agregó una tercera carrera que se corrió el domingo.
| Rondas  | Rondas | Circuito                                     | País         | Fecha            |
| ------- | ------ | -------------------------------------------- | ------------ | ---------------- |
| 1       | C1     | Circuito de Barcelona-Cataluña, Montmeló     | España       | 8 de mayo        |
| 1       | C2     | Circuito de Barcelona-Cataluña, Montmeló     | España       | 8 de mayo        |
| 1       | C3     | Circuito de Barcelona-Cataluña, Montmeló     | España       | 9 de mayo        |
| 2       | C1     | Circuito Paul Ricard, Le Castellet           | Francia      | 19 de junio      |
| 2       | C2     | Circuito Paul Ricard, Le Castellet           | Francia      | 19 de junio      |
| 2       | C3     | Circuito Paul Ricard, Le Castellet           | Francia      | 20 de junio      |
| 3       | C1     | Red Bull Ring, Spielberg                     | Austria      | 3 de julio       |
| 3       | C2     | Red Bull Ring, Spielberg                     | Austria      | 3 de julio       |
| 3       | C3     | Red Bull Ring, Spielberg                     | Austria      | 4 de julio       |
| 4       | C1     | Hungaroring, Mogyoród                        | Hungría      | 31 de julio      |
| 4       | C2     | Hungaroring, Mogyoród                        | Hungría      | 31 de julio      |
| 4       | C3     | Hungaroring, Mogyoród                        | Hungría      | 1 de agosto      |
| 5       | C1     | Circuito de Spa-Francorchamps, Francorchamps | Bélgica      | 28 de agosto     |
| 5       | C2     | Circuito de Spa-Francorchamps, Francorchamps | Bélgica      | 28 de agosto     |
| 5       | C3     | Circuito de Spa-Francorchamps, Francorchamps | Bélgica      | 29 de agosto     |
| 6       | C1     | Circuito de Zandvoort, Zandvoort             | Países Bajos | 4 de septiembre  |
| 6       | C2     | Circuito de Zandvoort, Zandvoort             | Países Bajos | 4 de septiembre  |
| 6       | C3     | Circuito de Zandvoort, Zandvoort             | Países Bajos | 5 de septiembre  |
| 7       | C1     | Autódromo de Sochi, Sochi                    | Rusia        | 25 de septiembre |
| 7       | C2     | Autódromo de Sochi, Sochi                    | Rusia        | 25 de septiembre |
| 7       | C3     | Autódromo de Sochi, Sochi                    | Rusia        | 26 de septiembre |
| Fuente: |        |                                              |              |                  |

## Resultados

### Entrenamientos

#### Pretemporada
| N.º | Circuito  | Fecha       | Sesión | Mejor clasificado | Mejor clasificado | Mejor clasificado | Mejor clasificado |
| N.º | Circuito  | Fecha       | Sesión | Piloto            | Escudería         | Vueltas           | Tiempo            |
| --- | --------- | ----------- | ------ | ----------------- | ----------------- | ----------------- | ----------------- |
| 1   | Spielberg | 3 de abril  | Mañana | Clément Novalak   | Trident           | 26                | 1:19.162          |
| 1   | Spielberg | 3 de abril  | Tarde  | Alexander Smolyar | ART Grand Prix    | 50                | 1:18.894          |
| 1   | Spielberg | 4 de abril  | Mañana | Calan Williams    | Jenzer Motorsport | 30                | 1:18.836          |
| 1   | Spielberg | 4 de abril  | Tarde  | Caio Collet       | MP Motorsport     | 57                | 1:18.592          |
|     |           |             |        |                   |                   |                   |                   |
| 2   | Barcelona | 21 de abril | Mañana | Jak Crawford      | Hitech Grand Prix | 41                | 1:33.674          |
| 2   | Barcelona | 21 de abril | Tarde  | Victor Martins    | MP Motorsport     | 50                | 1:31.743          |
| 2   | Barcelona | 22 de abril | Mañana | Victor Martins    | MP Motorsport     | 35                | 1:31.636          |
| 2   | Barcelona | 22 de abril | Tarde  | Calan Williams    | Jenzer Motorsport | 31                | 1:32.518          |

#### Postemporada
| Circuito | Fecha          | Sesión | Mejor clasificado | Mejor clasificado     | Mejor clasificado | Mejor clasificado |
| Circuito | Fecha          | Sesión | Piloto            | Escudería             | Tiempo            | Vueltas           |
| -------- | -------------- | ------ | ----------------- | --------------------- | ----------------- | ----------------- |
| Valencia | 1 de noviembre | Mañana | Jack Doohan       | Van Amersfoort Racing | 1:23.349          | 29                |
| Valencia | 1 de noviembre | Tarde  | Jack Doohan       | Van Amersfoort Racing | 1:22.402          | 44                |
| Valencia | 2 de noviembre | Mañana | Jak Crawford      | PREMA Racing          | 1:21.368          | 55                |
| Valencia | 2 de noviembre | Tarde  | Franco Colapinto  | MP Motorsport         | 1:21.759          | 51                |
| Valencia | 3 de noviembre | Mañana | Grégoire Saucy    | ART Grand Prix        | 1:21.300          | 54                |
| Valencia | 3 de noviembre | Tarde  | Jack Doohan       | Van Amersfoort Racing | 1:22.354          | 29                |

### Temporada
| Ronda | Ronda | Ronda             | Pole Position   | Vuelta rápida     | Piloto ganador    | Escudería ganadora    | Resultados |
| ----- | ----- | ----------------- | --------------- | ----------------- | ----------------- | --------------------- | ---------- |
| 1     | 1     | Barcelona         |                 | Alexander Smolyar | Alexander Smolyar | ART Grand Prix        | Resultados |
| 1     | 2     | Barcelona         | Dennis Hauger   | Olli Caldwell     | Prema Racing      |                       | Resultados |
| 1     | 3     | Barcelona         | Dennis Hauger   | Dennis Hauger     | Dennis Hauger     | Prema Racing          | Resultados |
| 2     | 1     | Le Castellet      |                 | Jack Doohan       | Alexander Smolyar | ART Grand Prix        | Resultados |
| 2     | 2     | Le Castellet      | Victor Martins  | Arthur Leclerc    | Prema Racing      |                       | Resultados |
| 2     | 3     | Le Castellet      | Frederik Vesti  | Reshad de Gerus   | Jack Doohan       | Trident               | Resultados |
| 3     | 1     | Spielberg         |                 | Dennis Hauger     | Dennis Hauger     | Prema Racing          | Resultados |
| 3     | 2     | Spielberg         | Arthur Leclerc  | David Schumacher  | Trident           |                       | Resultados |
| 3     | 3     | Spielberg         | Dennis Hauger   | Victor Martins    | Frederik Vesti    | ART Grand Prix        | Resultados |
| 4     | 1     | Budapest          |                 | Lorenzo Colombo   | Ayumu Iwasa       | Hitech Grand Prix     | Resultados |
| 4     | 2     | Budapest          | Olli Caldwell   | Matteo Nannini    | HWA RACELAB       |                       | Resultados |
| 4     | 3     | Budapest          | Arthur Leclerc  | Matteo Nannini    | Dennis Hauger     | Prema Racing          | Resultados |
| 5     | 1     | Spa-Francorchamps |                 | Lorenzo Colombo   | Lorenzo Colombo   | Campos Racing         | Resultados |
| 5     | 2     | Spa-Francorchamps | Clément Novalak | Jack Doohan       | Trident           |                       | Resultados |
| 5     | 3     | Spa-Francorchamps | Jack Doohan     | Victor Martins    | Jack Doohan       | Trident               | Resultados |
| 6     | 1     | Zandvoort         |                 | Alexander Smolyar | Arthur Leclerc    | Prema Racing          | Resultados |
| 6     | 2     | Zandvoort         | Victor Martins  | Victor Martins    | MP Motorsport     |                       | Resultados |
| 6     | 3     | Zandvoort         | Dennis Hauger   | Dennis Hauger     | Dennis Hauger     | Prema Racing          | Resultados |
| 7     | 1     | Sochi             |                 | Clément Novalak   | Logan Sargeant    | Charouz Racing System | Resultados |
| 7     | 2     | Sochi             | Cancelada       | Cancelada         | Cancelada         | Cancelada             | Resultados |
| 7     | 3     | Sochi             | Jack Doohan     | Dennis Hauger     | Jack Doohan       | Trident               | Resultados |

## Clasificaciones

### Sistema de puntuación
Puntos de carrera 1 y 2
| Posición | 1.º | 2.º | 3.º | 4.º | 5.º | 6.º | 7.º | 8.º | 9.º | 10.º | VR |
| Puntos   | 15  | 12  | 10  | 8   | 6   | 5   | 4   | 3   | 2   | 1    | 2  |

Puntos de carrera 3
| Posición | 1.º | 2.º | 3.º | 4.º | 5.º | 6.º | 7.º | 8.º | 9.º | 10.º | Pole | VR |
| Puntos   | 25  | 18  | 15  | 12  | 10  | 8   | 6   | 4   | 2   | 1    | 4    | 2  |

### Campeonato de Pilotos
| Pos. | Piloto              | BAR | BAR | BAR | LEC | LEC | LEC | SPI | SPI | SPI | BUD | BUD | BUD | SPA | SPA | SPA | ZAN | ZAN | ZAN | SOC | SOC | SOC | Puntos |
| ---- | ------------------- | --- | --- | --- | --- | --- | --- | --- | --- | --- | --- | --- | --- | --- | --- | --- | --- | --- | --- | --- | --- | --- | ------ |
| 1    | Dennis Hauger       | 5   | 25  | 1   | 9   | 2   | 2   | 1   | 3   | 2   | 5   | 5   | 1   | 14  | 9   | 8   | 7   | 27† | 1   | 2   | C   | 24  | 205    |
| 2    | Jack Doohan         | 17  | 8   | 2   | 7   | 5   | 1   | 3   | 7   | 27† | 9   | 13  | 3   | 12  | 1   | 1   | 6   | 19  | 4   | 15  | C   | 1   | 179    |
| 3    | Clément Novalak     | 2   | 4   | 6   | 5   | 6   | 5   | Ret | 13  | Ret | 4   | 8   | 5   | 7   | 5   | 5   | 11  | 2   | 2   | 4   | C   | 3   | 147    |
| 4    | Frederik Vesti      | 7   | 3   | 7   | 15  | 10  | 6   | 7   | 2   | 1   | Ret | 16  | 7   | 4   | 6   | 6   | 9   | 3   | 8   | 8   | C   | 2   | 138    |
| 5    | Victor Martins      | 9   | 2   | 5   | 2   | 3   | 4   | 5   | 26† | 24  | 15  | 25  | 27  | 5   | 7   | 2   | 8   | 1   | 10  | 3   | C   | 8   | 131    |
| 6    | Alexander Smolyar   | 1   | Ret | 11  | 1   | 7   | 8   | 14  | 25  | 4   | 6   | 4   | 6   | 10  | 8   | 3   | 24  | 15  | 3   | 22  | C   | 23  | 107    |
| 7    | Logan Sargeant      | 4   | Ret | 9   | 4   | 12  | Ret | 15  | Ret | 8   | 3   | 9   | 10  | 8   | 3   | 7   | 2   | 10  | 6   | 1   | C   | 4   | 102    |
| 8    | Olli Caldwell       | 6   | 1   | 4   | 10  | 4   | Ret | 2   | 9   | 3   | 2   | 29  | 8   | 16  | 15  | 11  | 10  | 6   | 14  | 17  | C   | 10  | 93     |
| 9    | Caio Collet         | 3   | 5   | 8   | 13  | Ret | 3   | 17  | 17  | 7   | 20  | 12  | 16  | 9   | 4   | 4   | 5   | 4   | 5   | 5   | C   | Ret | 93     |
| 10   | Arthur Leclerc      | 28  | 24  | 13  | 12  | 1   | 13  | Ret | 6   | Ret | 13  | 11  | 2   | 13  | 10  | 10  | 1   | 7   | 9   | 7   | C   | 7   | 77     |
| 11   | David Schumacher    | 11  | Ret | 12  | 16  | 11  | 27  | 12  | 1   | 11  | 8   | 6   | 4   | 11  | 2   | 9   | 14  | 5   | 30† | 14  | C   | 15  | 55     |
| 12   | Ayumu Iwasa         | 14  | 7   | 15  | 8   | 9   | 7   | DSQ | 14  | 6   | 1   | 10  | 12  | 15  | 11  | 13  | 3   | Ret | 11  | 10  | C   | 9   | 52     |
| 13   | Jak Crawford        | 13  | 9   | 18  | 11  | 14  | 10  | 8   | Ret | 26  | 26  | 21  | 15  | 2   | 12  | 12  | 4   | 8   | 7   | 11  | C   | 5   | 45     |
| 14   | Matteo Nannini      | 10  | 26† | 3   | 23  | 13  | 20  | 23  | 12  | 5   | 10  | 1   | 25  | 19  | Ret | 26  | 17  | 9   | 28  | 16  | C   | 17  | 44     |
| 15   | Lorenzo Colombo     | 23  | 22  | 29  | 14  | 20  | 19  | 25  | 19  | 13  | 7   | 7   | 11  | 1   | 14  | 14  | 13  | Ret | 17  | 6   | C   | Ret | 32     |
| 16   | Roman Staněk        | 16  | 12  | 10  | 26  | 19  | 15  | 11  | 4   | 12  | 11  | 3   | 24  | 3   | 13  | 15  | 27  | 15  | 13  | 13  | C   | 26  | 29     |
| 17   | Enzo Fittipaldi     | 12  | Ret | 19  | 21  | 17  | 11  | 4   | 8   | 15  | 12  | 2   | 9   |     |     |     |     |     |     |     |     |     | 25     |
| 18   | Jonny Edgar         | 5   | 6   | 16  | 28  | 23  | 14  | 6   | 5   | 10  | Ret | 26  | Ret | 21  | 17  | 19  | 19  | 25  | 15  | 18  | C   | 14  | 23     |
| 19   | Calan Williams      | 18  | 11  | 21  | 3   | 8   | 12  | 16  | 15  | 9   | 17  | 24  | 17  | 24  | Ret | 18  | 16  | 22  | 18  | 19  | C   | 12  | 15     |
| 20   | Johnathan Hoggard   |     |     |     | Ret | 26  | 18  | 18  | 10  | 25  | 22  | 22  | 18  | 6   | 24  | 16  | Ret | 19  | 20  | 12  | C   | 6   | 14     |
| 21   | Juan Manuel Correa  | 15  | 10  | 14  | 6   | 16  | 9   | 10  | 24  | 14  | 14  | 14  | 14  | 22  | 18  | 21  | 28  | 17  | 27  | 9   | C   | 11  | 11     |
| 22   | Kaylen Frederick    | 22  | 17  | 30  | 20  | 22  | 17  | 9   | Ret | DNS |     |     |     |     |     |     | 20  | 11  | 21  | 23  | C   | 13  | 2      |
| 23   | Amaury Cordeel      | 26  | 16  | 25  | 27  | 24  | 25  | 22  | 11  | 18  | 19  | Ret | 26  | 17  | Ret | Ret | 23  | Ret | 12  | 21  | C   | 16  | 0      |
| 24   | Ido Cohen           | 29  | 20  | 22  | 24  | Ret | 24  | Ret | 20  | 16  | 28† | 27  | Ret | Ret | 20  | 20  | 12  | 26† | 16  | 27  | C   | Ret | 0      |
| 25   | Oliver Rasmussen    | Ret | 19  | 17  | 17  | 21  | 22  | 26  | 16  | 22  | 18  | 28  | 21  | 20  | 21  | 17  | 18  | 12  | 26  | Ret | C   | 25† | 0      |
| 26   | Tijmen van der Helm | 21  | 15  | 20  | 29  | 18  | 16  | 13  | Ret | 20  | 21  | 15  | 19  | 23  | 16  | 22  | 21  | 21  | 29† | Ret | C   | 18  | 0      |
| 27   | Jake Hughes         |     |     |     |     |     |     |     |     |     | 16  | 17  | 13  |     |     |     |     |     |     |     |     |     | 0      |
| 28   | Reshad de Gerus     | 20  | 13  | 23  | 19  | 25  | 21  | 20  | 23  | 17  | 24  | 18  | 20  |     |     |     |     |     |     |     |     |     | 0      |
| 29   | Rafael Villagómez   | 19  | 18  | 18  | 25  | 27  | 23  | 21  | 18  | 19  | 23  | 21  | 24  | 27  | 23  | Ret | 22  | 13  | 25  | 20  | C   | Ret | 0      |
| 30   | Pierre-Louis Chovet | 24  | 14  | 24  | 18  | 15  | 28† |     |     |     |     |     |     |     |     |     |     |     |     |     |     |     | 0      |
| 31   | Filip Ugran         | 25  | 21  | 27  | 23  | 28  | 26  | 24  | 22  | 23  | 25  | 19  | 22  | 28† | 19  | 25  | 15  | 24  | 19  | 25  | C   | 19  | 0      |
| 32   | László Tóth         | 27  | 23  | 26  |     |     |     | 19  | 21  | 21  | 27  | 23  | Ret | 25  | 22  | 23  | 25  | 16  | 24  | Ret | C   | 22  | 0      |
| 33   | Hunter Yeany        |     |     |     |     |     |     |     |     |     |     |     |     | 18  | 26  | NC  | Ret | 23  | 22  |     |     |     | 0      |
| 34   | Zdeněk Chovanec     |     |     |     |     |     |     |     |     |     |     |     |     | 26  | 26  | 24  | 26  | 20  | 23  | 26  | C   | 20  | 0      |
| 35   | Ayrton Simmons      |     |     |     |     |     |     |     |     |     |     |     |     |     |     |     |     |     |     | 24  | C   | 21  | 0      |
| Pos. | Piloto              | BAR | BAR | BAR | LEC | LEC | LEC | SPI | SPI | SPI | BUD | BUD | BUD | SPA | SPA | SPA | ZAN | ZAN | ZAN | SOC | SOC | SOC | Puntos |

| Color     | Resultado              |
| --------- | ---------------------- |
| Oro       | Ganador                |
| Plata     | 2.ª plaza              |
| Bronce    | 3.ª plaza              |
| Verde     | Finalizó en los puntos |
| Azul      | Finalizó sin puntos    |
| Azul      | NC - No clasificado    |
| Violeta   | Ret - No terminó       |
| Rojo      | DNQ - No se clasificó  |
| Negro     | DSQ - Descalificado    |
| Blanco    | DNS - No empezó        |
| Blanco    | WD - Retirado          |
| Blanco    | C - Carrera cancelada  |
| Sin color | DNP - No participó     |
| Sin color | INJ - Lesionado        |
| Sin color | EX - Excluido          |

| Estado  | Resultado |
| ------- | --- |
| Negrita | Pole position |
| Cursiva | Vuelta rápida puntuable, el piloto cumplió los requisitos para ser bonificado con uno o más puntos por lograr la vuelta rápida |
| †       | Abandona, pero clasifica al completar el porcentaje requerido para ello                                                        |

Fuente: Fórmula 3.

### Campeonato de Escuderías
| Pos. | Escudería             | N.º | BAR | BAR | BAR | LEC | LEC | LEC | SPI | SPI | SPI | BUD | BUD | BUD | SPA | SPA | SPA | ZAN | ZAN | ZAN | SOC | SOC | SOC | Puntos |
| ---- | --------------------- | --- | --- | --- | --- | --- | --- | --- | --- | --- | --- | --- | --- | --- | --- | --- | --- | --- | --- | --- | --- | --- | --- | ------ |
| 1    | Trident               | 4   | 17  | 8   | 2   | 7   | 5   | 1   | 3   | 7   | 27† | 9   | 13  | 3   | 12  | 1   | 1   | 6   | 19  | 4   | 15  | C   | 1   | 381    |
| 1    | Trident               | 5   | 2   | 4   | 6   | 5   | 6   | 5   | Ret | 13  | Ret | 4   | 8   | 5   | 7   | 5   | 5   | 11  | 2   | 2   | 4   | C   | 3   | 381    |
| 1    | Trident               | 6   | 11  | Ret | 12  | 16  | 11  | 27  | 12  | 1   | 11  | 8   | 6   | 4   | 11  | 2   | 9   | 14  | 5   | 30† | 14  | C   | 15  | 381    |
| 2    | Prema Racing          | 1   | 5   | 25  | 1   | 9   | 2   | 2   | 1   | 3   | 2   | 5   | 5   | 1   | 14  | 9   | 8   | 7   | 27† | 1   | 2   | C   | 24  | 375    |
| 2    | Prema Racing          | 2   | 28  | 24  | 13  | 12  | 1   | 13  | Ret | 6   | Ret | 13  | 11  | 2   | 13  | 10  | 10  | 1   | 7   | 9   | 7   | C   | 7   | 375    |
| 2    | Prema Racing          | 3   | 6   | 1   | 4   | 10  | 4   | Ret | 2   | 9   | 3   | 2   | 29  | 8   | 16  | 15  | 11  | 10  | 6   | 14  | 17  | C   | 10  | 375    |
| 3    | ART Grand Prix        | 7   | 7   | 3   | 7   | 15  | 10  | 6   | 7   | 2   | 1   | Ret | 16  | 7   | 4   | 6   | 6   | 9   | 3   | 8   | 8   | C   | 2   | 256    |
| 3    | ART Grand Prix        | 8   | 1   | Ret | 11  | 1   | 7   | 8   | 14  | 2   | 4   | 6   | 4   | 6   | 10  | 8   | 3   | 24  | 15  | 3   | 22  | C   | 23  | 256    |
| 3    | ART Grand Prix        | 9   | 15  | 10  | 14  | 6   | 16  | 9   | 10  | 24  | 14  | 14  | 14  | 14  | 22  | 18  | 21  | 28  | 17  | 27  | 9   | C   | 11  | 256    |
| 4    | MP Motorsport         | 17  | 9   | 2   | 5   | 2   | 3   | 4   | 5   | 26† | 24  | 15  | 25  | 27  | 5   | 7   | 2   | 8   | 1   | 10  | 3   | C   | 8   | 224    |
| 4    | MP Motorsport         | 18  | 3   | 5   | 8   | 13  | Ret | 3   | 17  | 17  | 7   | 20  | 12  | 16  | 9   | 4   | 4   | 5   | 4   | 5   | 5   | C   | Ret | 224    |
| 4    | MP Motorsport         | 19  | 21  | 15  | 20  | 29  | 18  | 16  | 13  | Ret | 20  | 21  | 15  | 19  | 23  | 16  | 22  | 21  | 21  | 29† | Ret | C   | 18  | 224    |
| 5    | Charouz Racing System | 29  | 4   | Ret | 9   | 4   | 12  | Ret | 15  | Ret | 8   | 3   | 9   | 10  | 8   | 3   | 7   | 2   | 10  | 6   | 1   | C   | 4   | 127    |
| 5    | Charouz Racing System | 30  | 12  | Ret | 19  | 21  | 17  | 11  | 4   | 8   | 15  | 12  | 2   | 9   | 18  | 26  | NC  | Ret | 23  | 22  | 24  | C   | 21  | 127    |
| 5    | Charouz Racing System | 31  | 20  | 13  | 23  | 19  | 25  | 21  | 20  | 23  | 17  | 24  | 18  | 20  | 26  | 26  | 24  | 26  | 20  | 23  | 26  | C   | 20  | 127    |
| 6    | Hitech Grand Prix     | 10  | 13  | 9   | 18  | 11  | 14  | 10  | 8   | Ret | 26  | 26  | 21  | 15  | 2   | 12  | 12  | 4   | 8   | 7   | 11  | C   | 5   | 126    |
| 6    | Hitech Grand Prix     | 11  | 14  | 7   | 15  | 8   | 9   | 7   | DSQ | 14  | 6   | 1   | 10  | 12  | 15  | 11  | 13  | 3   | Ret | 11  | 10  | C   | 9   | 126    |
| 6    | Hitech Grand Prix     | 12  | 16  | 12  | 10  | 26  | 19  | 15  | 11  | 4   | 12  | 11  | 3   | 24  | 3   | 13  | 15  | 27  | 15  | 13  | 13  | C   | 26  | 126    |
| 7    | HWA RACELAB           | 14  | 10  | 26† | 3   | 23  | 13  | 20  | 23  | 12  | 5   | 10  | 1   | 25  | 19  | Ret | 26  | 17  | 9   | 28  | 16  | C   | 17  | 44     |
| 7    | HWA RACELAB           | 15  | Ret | 19  | 17  | 17  | 21  | 22  | 26  | 16  | 22  | 18  | 28  | 21  | 20  | 21  | 17  | 18  | 12  | 26  | Ret | C   | 25† | 44     |
| 7    | HWA RACELAB           | 16  | 19  | 18  | 18  | 25  | 27  | 23  | 21  | 18  | 19  | 23  | 21  | 24  | 27  | 23  | Ret | 22  | 13  | 25  | 20  | C   | Ret | 44     |
| 8    | Campos Racing         | 20  | 27  | 23  | 26  | 18  | 15  | 28† | 19  | 21  | 21  | 27  | 23  | Ret | 25  | 22  | 23  | 25  | 16  | 24  | Ret | C   | 22  | 32     |
| 8    | Campos Racing         | 21  | 23  | 22  | 29  | 14  | 20  | 19  | 25  | 19  | 13  | 7   | 7   | 11  | 1   | 14  | 14  | 13  | Ret | 17  | 6   | C   | Ret | 32     |
| 8    | Campos Racing         | 22  | 26  | 16  | 25  | 27  | 24  | 25  | 22  | 11  | 18  | 19  | Ret | 26  | 17  | Ret | Ret | 23  | Ret | 12  | 21  | C   | 16  | 32     |
| 9    | Jenzer Motorsport     | 26  | 18  | 11  | 21  | 3   | 8   | 12  | 16  | 15  | 9   | 17  | 24  | 17  | 24  | Ret | 18  | 16  | 22  | 18  | 19  | C   | 12  | 29     |
| 9    | Jenzer Motorsport     | 27  | 24  | 14  | 24  | Ret | 26  | 18  | 18  | 10  | 25  | 22  | 22  | 18  | 6   | 24  | 16  | Ret | 19  | 20  | 12  | C   | 6   | 29     |
| 9    | Jenzer Motorsport     | 28  | 25  | 21  | 27  | 23  | 28  | 26  | 24  | 22  | 23  | 25  | 19  | 22  | 28† | 19  | 25  | 15  | 24  | 19  | 25  | C   | 19  | 29     |
| 10   | Carlin Buzz Racing    | 23  | 29  | 20  | 22  | 24  | Ret | 24  | Ret | 20  | 16  | 28† | 27  | Ret | Ret | 20  | 20  | 12  | 26† | 16  | 27  | C   | Ret | 25     |
| 10   | Carlin Buzz Racing    | 24  | 22  | 17  | 30  | 20  | 22  | 17  | 9   | Ret | DNS | 16  | 17  | 13  |     |     |     | 20  | 11  | 21  | 23  | C   | 13  | 25     |
| 10   | Carlin Buzz Racing    | 25  | 5   | 6   | 16  | 28  | 23  | 14  | 6   | 5   | 10  | Ret | 26  | Ret | 21  | 17  | 19  | 19  | 25  | 15  | 18  | C   | 14  | 25     |
| Pos. | Escudería             | N.º | BAR | BAR | BAR | LEC | LEC | LEC | SPI | SPI | SPI | BUD | BUD | BUD | SPA | SPA | SPA | ZAN | ZAN | ZAN | SOC | SOC | SOC | Puntos |

| Color     | Resultado              |
| --------- | ---------------------- |
| Oro       | Ganador                |
| Plata     | 2.ª plaza              |
| Bronce    | 3.ª plaza              |
| Verde     | Finalizó en los puntos |
| Azul      | Finalizó sin puntos    |
| Azul      | NC - No clasificado    |
| Violeta   | Ret - No terminó       |
| Rojo      | DNQ - No se clasificó  |
| Negro     | DSQ - Descalificado    |
| Blanco    | DNS - No empezó        |
| Blanco    | WD - Retirado          |
| Blanco    | C - Carrera cancelada  |
| Sin color | DNP - No participó     |
| Sin color | INJ - Lesionado        |
| Sin color | EX - Excluido          |

| Estado  | Resultado |
| ------- | --- |
| Negrita | Pole position |
| Cursiva | Vuelta rápida puntuable, el piloto cumplió los requisitos para ser bonificado con uno o más puntos por lograr la vuelta rápida |
| †       | Abandona, pero clasifica al completar el porcentaje requerido para ello                                                        |

Fuente: Fórmula 3.

### Citas
1. ↑  «RACE 1: Sargeant wins in Sochi as Hauger finishes second to seal F3 title». Fórmula 3 (en inglés). FIA Formula 3 Championship Limited. 24 de septiembre de 2021. Consultado el 24 de septiembre de 2021.
2. ↑  «RACE 3: Trident clinch the Teams’ title as Doohan wins in Sochi». Fórmula 3 (en inglés). FIA Formula 3 Championship Limited. 26 de septiembre de 2021. Consultado el 26 de septiembre de 2021.
3. ↑  «Teams & Drivers». Fórmula 3 (en inglés). FIA Formula 3 Championship Limited. Consultado el 13 de enero de 2021.
4. ↑  «Arthur Leclerc joins F3 Champions PREMA Racing for 2021 season». Fórmula 3 (en inglés). FIA Formula 3 Championship Limited. 15 de diciembre de 2020. Consultado el 15 de diciembre de 2020.
5. ↑  «Hauger joins PREMA Racing for 2021». Fórmula 3 (en inglés). FIA Formula 3 Championship Limited. 15 de enero de 2021. Consultado el 15 de enero de 2021.
6. ↑  «Caldwell completes PREMA’s 2021 roster». Fórmula 3 (en inglés). FIA Formula 3 Championship Limited. 15 de enero de 2021. Consultado el 15 de enero de 2021.
7. ↑  «Nannini switches to HWA RACELAB for 2021». Fórmula 3 (en inglés). FIA Formula 3 Championship Limited. 18 de diciembre de 2020. Consultado el 18 de diciembre de 2020.
8. ↑  «Willliams re-signs with Jenzer for 2021». Fórmula 3 (en inglés). FIA Formula 3 Championship Limited. 14 de enero de 2021. Consultado el 14 de enero de 2021.
9. ↑  «Carlin sign Red Bull junior Edgar for 2021». Fórmula 3 (en inglés). FIA Formula 3 Championship Limited. 15 de enero de 2021. Consultado el 15 de enero de 2021.
10. ↑  «Hitech snap up Red Bull junior duo Crawford and Iwasa». Fórmula 3 (en inglés). FIA Formula 3 Championship Limited. 15 de enero de 2021. Consultado el 15 de enero de 2021.
11. ↑  «Stanek completes Hitech Grand Prix roster for 2021». Fórmula 3 (en inglés). FIA Formula 3 Championship Limited. 18 de enero de 2021. Consultado el 18 de enero de 2021.
12. ↑  «ART sign new Mercedes junior Frederik Vesti for 2021». Fórmula 3 (en inglés). FIA Formula 3 Championship Limited. 19 de enero de 2021. Consultado el 19 de enero de 2021.
13. ↑  «ART sign Smolyar for second season of F3». Fórmula 3 (en inglés). FIA Formula 3 Championship Limited. 19 de enero de 2021. Consultado el 19 de enero de 2021.
14. ↑  «Jenzer Motorsport sign Chovet for 2021 campaign». Fórmula 3 (en inglés). FIA Formula 3 Championship Limited. 25 de enero de 2021. Consultado el 25 de enero de 2021.
15. ↑  «Correa set for racing return with ART Grand Prix». Fórmula 3 (en inglés). FIA Formula 3 Championship Limited. 1 de febrero de 2021. Consultado el 1 de febrero de 2021.
16. ↑  «Villagomez signs with HWA RACELAB for 2021». Fórmula 3 (en inglés). FIA Formula 3 Championship Limited. 3 de febrero de 2021. Consultado el 3 de febrero de 2021.
17. ↑  «Campos Racing confirm Cordeel for 2021 campaign». Fórmula 3 (en inglés). FIA Formula 3 Championship Limited. 4 de febrero de 2021. Consultado el 4 de febrero de 2021.
18. ↑  «Rasmussen completes HWA RACELAB 2021 line-up». Fórmula 3 (en inglés). FIA Formula 3 Championship Limited. 5 de febrero de 2021. Consultado el 5 de febrero de 2021.
19. ↑  «Campos Racing sign Colombo for the 2021 campaign». Fórmula 3 (en inglés). FIA Formula 3 Championship Limited. 5 de febrero de 2021. Consultado el 5 de febrero de 2021.
20. ↑  «Trident sign David Schumacher for 2021 season». Fórmula 3 (en inglés). FIA Formula 3 Championship Limited. 5 de febrero de 2021. Consultado el 5 de febrero de 2021.
21. ↑  «Carlin sign Cohen for 2021 campaign». Fórmula 3 (en inglés). FIA Formula 3 Championship Limited. 9 de febrero de 2021. Consultado el 9 de febrero de 2021.
22. ↑  «Alpine juniors Martins and Collet team up at MP Motorsport for 2021 campaign». Fórmula 3 (en inglés). FIA Formula 3 Championship Limited. 10 de febrero de 2021. Consultado el 10 de febrero de 2021.
23. ↑  «Van der Helm completes MP Motorsport roster for 2021». Fórmula 3 (en inglés). FIA Formula 3 Championship Limited. 12 de febrero de 2021. Consultado el 12 de febrero de 2021.
24. ↑  «Novalak switches to Trident for second season in F3». Fórmula 3 (en inglés). FIA Formula 3 Championship Limited. 11 de febrero de 2021. Consultado el 12 de febrero de 2021.
25. ↑  «Doohan completes 2021 Trident line-up». Fórmula 3 (en inglés). FIA Formula 3 Championship Limited. 16 de febrero de 2021. Consultado el 16 de febrero de 2021.
26. ↑  «Ugran completes Jenzer Motorsport line-up for 2021». Fórmula 3 (en inglés). FIA Formula 3 Championship Limited. 26 de febrero de 2021. Consultado el 26 de febrero de 2021.
27. ↑  «Charouz Racing System sign Reshad de Gerus for 2021». Fórmula 3 (en inglés). FIA Formula 3 Championship Limited. 4 de marzo de 2021. Consultado el 4 de marzo de 2021.
28. ↑  «László Tóth completes Campos’ 2021 line-up». Fórmula 3 (en inglés). FIA Formula 3 Championship Limited. 24 de marzo de 2021. Consultado el 24 de marzo de 2021.
29. ↑  «Frederick completes Carlin’s FIA F3 line-up». Fórmula 3 (en inglés). FIA Formula 3 Championship Limited. 31 de marzo de 2021. Consultado el 31 de marzo de 2021.
30. ↑  «Sargeant and Fittipaldi complete Charouz Racing System’s 2021 line-up». Fórmula 3 (en inglés). FIA Formula 3 Championship Limited. 4 de mayo de 2021. Consultado el 4 de mayo de 2021.
31. ↑  «Hoggard signed by Jenzer Motorsport to replace Chovet». Fórmula 3 (en inglés). FIA Formula 3 Championship Limited. 10 de junio de 2021. Consultado el 10 de junio de 2021.
32. ↑  «Statement on COVID-19 Test Result for Campos Racing driver László Tóth». Fórmula 3 (en inglés). FIA Formula 3 Championship Limited. 16 de junio de 2021. Consultado el 16 de junio de 2021.
33. ↑  «Campos Racing sign Frenchman Chovet to replace Tóth in Round 2». Fórmula 3 (en inglés). FIA Formula 3 Championship Limited. 17 de junio de 2021. Consultado el 17 de junio de 2021.
34. ↑  «Hughes to substitute for injured Frederick at Carlin Buzz Racing in Budapest». Fórmula 3 (en inglés). FIA Formula 3 Championship Limited. 27 de julio de 2021. Consultado el 27 de julio de 2021.
35. ↑  «Yeany and Chovanec to replace Fittipaldi and de Gerus at Charouz Racing System in Spa». Fórmula 3 (en inglés). FIA Formula 3 Championship Limited. 25 de agosto de 2021. Consultado el 25 de agosto de 2021.
36. ↑  «Statement on COVID-19 Test Result for Carlin driver Kaylen Frederick». Fórmula 3 (en inglés). FIA Formula 3 Championship Limited. 25 de agosto de 2021. Consultado el 25 de agosto de 2021.
37. ↑  «Simmons replaces Yeany for season finale at Sochi». Fórmula 3 (en inglés). FIA Formula 3 Championship Limited. 20 de septiembre de 2021. Consultado el 20 de septiembre de 2021.
38. ↑  «FIA Formula 2 and FIA Formula 3 announce cost cutting measures for 2021 onwards». Fórmula 3 (en inglés). FIA Formula 3 Championship Limited. 6 de noviembre de 2020. Consultado el 10 de noviembre de 2020.
39. ↑  «FIA Formula 3 2021 weekend format revealed». Fórmula 3 (en inglés). FIA Formula 3 Championship Limited. 1 de diciembre de 2020. Consultado el 1 de diciembre de 2020.
40. ↑  «FIA Formula 3 Championship 2021 season provisional calendar revealed». Fórmula 3 (en inglés). FIA Formula 3 Championship Limited. 10 de noviembre de 2020. Consultado el 10 de noviembre de 2020.
41. ↑  «Sochi replaces Austin as final round of the 2021 FIA Formula 3 campaign». Fórmula 3 (en inglés). FIA Formula 3 Championship Limited. 4 de septiembre de 2021. Consultado el 4 de septiembre de 2021.
42. ↑  «Smolyar puts ART on top as pre-season testing gets underway in Spielberg». Fórmula 3 (en inglés). FIA Formula 3 Championship Limited. 3 de abril de 2021. Consultado el 3 de abril de 2021.
43. ↑  «Collet breaks F3 track record at the Red Bull Ring to end Spielberg pre-season tests on top». Fórmula 3 (en inglés). FIA Formula 3 Championship Limited. 4 de abril de 2021. Consultado el 4 de abril de 2021.
44. ↑  «Martins quickest on Day 1 of Barcelona test ahead of Doohan and Vesti». Fórmula 3 (en inglés). FIA Formula 3 Championship Limited. 21 de abril de 2021. Consultado el 21 de abril de 2021.
45. ↑  «Martins puts MP Motorsport on top as pre-season testing concludes in Barcelona». Fórmula 3 (en inglés). FIA Formula 3 Championship Limited. 22 de abril de 2021. Consultado el 22 de abril de 2021.
46. ↑  «Doohan puts debutants Van Amersfoort Racing first on Day 1 in Valencia». Fórmula 3 (en inglés). FIA Formula 3 Championship Limited. 1 de noviembre de 2021. Consultado el 1 de noviembre de 2021.
47. ↑  «Crawford fastest with PREMA Racing on Day 2 of post-season testing in Valencia». Fórmula 3 (en inglés). FIA Formula 3 Championship Limited. 2 de noviembre de 2021. Consultado el 2 de noviembre de 2021.
48. ↑  «ART Grand Prix rookie Saucy tops post-season testing overall with the fastest lap on the final day in Valencia». Fórmula 3 (en inglés). FIA Formula 3 Championship Limited. 3 de noviembre de 2021. Consultado el 3 de noviembre de 2021.
49. ↑  «Driver Standings for the FIA Formula 3 2021 Championship». Fórmula 3 (en inglés). FIA Formula 3 Championship Limited. Consultado el 8 de mayo de 2021.
50. ↑  «Team Standings for the FIA Formula 3 2021 Championship». Fórmula 3 (en inglés). FIA Formula 3 Championship Limited. Consultado el 8 de mayo de 2021.